# Mundo de quimeras
El «Mundo de quimeras» (Chimera World en Inglés) es una canción y sencillo de Soda Stereo compuesta por Gustavo Cerati junto con Zeta Bosio, Charly Alberti, Tweety González y Gonzalo Palacios. Fue incluida en el primer EP del grupo musical titulado Languis del año 1989 junto a una nueva versión de la canción «Languis» y un par de remixes de canciones del disco Doble vida.

## Música
La canción surgió casi por accidente. Para fines de los años 1980, Andrea Álvarez ya se había sumado como invitada estable en percusión. En una oportunidad mientras estaban en la sala de ensayos poniéndose a punto, Andrea Álvarez comenzó a improvisar basándose en la canción «Guantanamera», para matar el tiempo hasta que Gustavo Cerati volviera del baño. Gustavo escuchó su improvisación y le gustó, agarró su guitarra y se sumó a la improvisación. De ese jam salió «Mundo de quimeras».
La canción presenta claras influencias de la música latina y caribeña, siendo partícipe de la canción, Andrea Álvarez tocando la percusión. La canción empieza con un riff de guitarra, el cual es omitido en las versiones en vivo; posteriormente entra la percusión y los demás instrumentos.

## Lista de canciones
| Vinilo de 7" pulgadas España |                     |          |  |
| N.º                          | Título              | Duración |  |
| 1.                           | «Mundo de quimeras» | 3:22     |  |

## Músicos
- Gustavo Cerati: Voz principal, coros y guitarra eléctrica.
- Zeta Bosio: Bajo y coros.
- Charly Alberti: Batería.

### Músicos invitados
- Daniel Sais: Sintetizadores.
- Gonzalo Palacios: Saxofón.
- Andrea Álvarez: Percusiones y coros.